# Hirschville (Dakota do Norte)
Hirschville é uma comunidade não incorporada no condado de Dunn, no estado americano de Dakota do Norte.
Em 12 de dezembro de 1910, Casper e Marianna Hirsch doaram 6 acres (24.000 m²) de terra para a Igreja Católica de St. Philip para realizar serviços para imigrantes de língua alemã. Pouco depois que a igreja foi terminada, Casper Hirsch estabeleceu uma mercearia e uma loja de ferragem próxima.
Em 11 de maio de 1911, um correio americano foi anexado à loja geral. A estação foi chamada de Hirschville em homenagem ao seu fundador, Casper Hirsch (1865-1931).